# Lupercio Latrás
Lupercio Latrás o de Latrás, nacido en Latrás Valle de Hecho (Huesca) en 1555, y fallecido en la ciudad de Segovia, en (Castilla y León) en 1590) fue un bandolero, espía y contrabandista aragonés durante la segunda mitad del siglo XVI.

## Orígenes familiares
Nació en Echo, en la Jacetania, fue el tercer hijo del matrimonio de Pedro Latrás, señor de Latrás y María de Mur Rebolledo y Entenza, hermana de Pedro de Mur, prior de Obarra. En su familia paterna tenían el título de infanzones, estos poseían la villa y castillo de Latrás como señorío. 
Su padre había luchado para Felipe II en Flandes, Italia y Malta. Tras sofocar lasAlteraciones de Aragón en el Pirineo, le fue encomendada por la Corona la tarea de defender la frontera española por el Somport, que tras un periodo de inestabilidad debido a las recientes Alteraciones de Aragón y la vigente guerra de religión en Francia, dicha frontera sufría ahora la amenaza de invasión por parte de los hugonotes franceses, al mandado del huido Antonio Pérez, la invasión por Somport inició con el saqueo del monasterio y hospital de Santa Cristina, pero fue rechazada por los defensores canfranqueses en el castillo de Candanchú, tras esta derrota, los franceses invadieron temporalmente el valle de Tena (peor defendido que el valle del Aragón) hasta que las milicias fueron expulsadas definitivamente a Francia. Pedro Latrás murió accidentalmente en 1573, al despeñarse junto a su caballo mientras inspeccionaba las murallas del castillo de Canfranc, que estaba situado sobre un elevado risco. 
La falta de un referente paterno y el hecho de que sus hermanos estuvieran combatiendo en el extranjero provocó que su madre viuda tuviese que ocuparse ella sola de su educación, ya en su etapa de juventud Lupercio mostraba una conducta violenta y desequilibrada, llegado a realizar tropelías bastante notorias por todo el valle de Echo. 

## Vida
En el año 1579, a sus 24 años, fue acusado de instigar las alteraciones que se produjeron en el pueblo de Echo, que culminaron con el asesinato de una treinta de paisanos, aunque ya antes realizaba correrías por los valles del Pirineo y por el Somontano. Por las alteraciones de Echo se le impuso como consecuencia una condena a pena de muerte, cuyo cumplimiento fue suspendido debido a la insistencia de su hermano, hasta que en 1583 le fue conmutada la pena a cambio de aceptar el ingreso en los Tercios, siendo destinado a Sicilia.
En el verano de 1588, durante un periodo de tregua de la Guerra de Ribagorza, apareció frente Aínsa al mando de una cuadrilla de 50 hombres, logrando apoderarse con ardides del castillo de Aínsa.
Sin embargo, al parecer se le esperaba ese mismo año de 1587 en Lisboa, donde presumiblemente debería incorporarse a los Tercios con destino a la invasión de Inglaterra, en la Grande y Felicísima Armada, a la que se incorporó con retraso, siendo arrestado en enero de 1588 en casa del almirante don Álvaro de Bazán.
El hecho de haber ingresado en el Ejército le mantuvo al margen de la comisión de nuevos delitos, pero el año 1588, tras el estallido de la Guerra de Ribagorza, desertó de las tropas reales para unirse al Ejército del conde de Ribagorza, Fernando II de Ribagorza (también conocido como Fernando de Gurrea), enfrentándose así a la baja nobleza aragonesa, a los infanzones locales y al propio poder real.
Lupercio Latrás participó igualmente en las luchas contra la minoría morisca en Aragón durante la llamada Guerra de Montañeses y Moriscos (1586-1588), un conflicto intercomunitario que enfrentó a pastores trashumantes del Pirineo con agricultores conversos del valle del Ebro. Así, tomó parte activa en el arrasamiento de lugares habitados por dicha minoría, como Codo o Pina de Ebro, en abril de 1588. Tras haber sido rechazados en Sástago, los montañeses acaudillados por Latrás se establecieron en la villa de Quinto, utilizada como base de operaciones para acometer el sitio y saqueo de la cercana Pina, donde había una nutrida población de conversos del Islam. Una vez tomada la localidad, sus hombres se entregaron al pillaje al grito de "¡viva la fe de Cristo y mueran los perros moros!", perpetrando una matanza en la que pudo haber hasta 300 muertos, y que fue descrita de la siguiente manera por el cronista de Aragón Jerónimo Blancas:

[...] y así comenzaron a ir en busca de la propia suerte, que si fueran a caza, no perdonando a nadie, ni a mujeres, ni a niños aunque fueran de teta, que quitándolos de los pechos de las madres, a cual tomándolos de los pies le daban calabazadas por las paredes; y de los grandes a los que cogían, desnudabanles en cueros vivos, traían a la plaza, que estaba llena de cuerpos muertos, y allí, probándose a quien darían mayor golpe, les daban terribles cuchilladas; otros echándoles por las ventanas morían reventados; ...

En esta guerra, Lupercio Latrás tuvo un papel destacado, participando en numerosos hechos de armas. Así, participó en la conquista de Benabarre para las tropas del conde de Ribagorza, aunque fue derrotado en Tolva. Igualmente, junto a los miembros de su cuadrilla de bandoleros, intentó en mayo de 1588 apoderarse de la ciudad de Barbastro, con lo que los barbastrenses pidieron ayuda a los pueblos vecinos, derrotando a los hombres de Lupercio en la zona de Loporzano.
Actuó igualmente como espía en Francia e Inglaterra al servicio de Felipe II.